# ぱすてる (ゲーム)
『ぱすてる』は、2007年11月22日にSIESTAより発売された18禁恋愛アドベンチャーゲームである。

## ストーリー
（出典：）
新緑に囲まれた葵ヶ丘学園に通う主人公。彼は幼なじみの桃瀬 美緒や気が置けない親友・マサシと楽しい学園生活を送っていた。しかし、今年は今までとは少し違っていた。本格的な暑さが近づいてくる6月、主人公は個性あふれる少女たちと出会う。新しい出会いと共に、平凡ないつもの風景も変化していく。主人公は少女たちと様々な思い出を作りながら、目には見えない「大切なもの」を得ていく。

## 登場人物
桃瀬 美緒（ももせ みお）
声 - 榊原ゆい
身長 - 160 cm / スリーサイズ - B82/W56/H84
主人公の幼なじみ。水泳部に所属しており、練習中には見物人が現れるほどファンが多い。幼いころに主人公とある約束を交わしている。
結城 はるか（ゆうき はるか）
声 - 青葉りんご
身長 - 153 cm / スリーサイズ B77/W57/H79
葵ヶ丘学園の1年生で、主人公の義妹。小悪魔系の少女であり、エッチなことにも興味津々である。主人公に抱きつく癖があり、よく彼を困らせる。主人公とははるかと血が繋がっていないことを彼女に隠している一方、本人はそのことを知っている。
草薙 雪乃（くさなぎ ゆきの）
声 - 成瀬未亜
身長 - 161 cm / スリーサイズ B84/W57/H88
葵ヶ丘学園の2年生で、弓道を嗜む少女。厳しい家庭で育ったため、少々古い考え方をする。文武両道の才女であるが、恋愛には疎い。主人公に弓道勝負で負けたことがあり、それ以来彼を気にし続けている。
葉月 桜（はづき さくら）
声 - 藤森ゆき奈
身長 - 154 cm / スリーサイズ B73/W52/H74
葵ヶ丘学園の1年生。主人公とは学園の裏山で出会った。人の心を読む能力を持っており、そのことが原因で辛い思いをしてきたため、基本的には口数が少なく、人よりも動物と過ごすことを好む。
姫宮 ありす（ひめみや ありす）
声 - 水瀬沙季
身長 - 152 cm / スリーサイズ B90/W56/H86
葵ヶ丘学園の2年生で、主人公の同級生。メイド喫茶で働いている。スタイルがいいため、メイド喫茶では看板娘として扱われている。性格は控えめであり、頼み事をされると断れない。
マサシ
主人公の親友。

## 評価
アダルトゲーム雑誌「メガストア」の2008年2月号に掲載されたクロスレビューの結果は表のとおり。
| レビュアー     | 点数 |
| -------------- | ---- |
| KAZ            | 6点  |
| りんりん       | 6点  |
| ろりぽん       | 6点  |
| 絵路野オタロー | 7点  |

4人とも学園を舞台としたドタバタコメディとして楽しめるという一致した見解を示した一方、絵路野オタローを除く3人はシナリオのボリューム不足を指摘している。